# Pavone del Mella
Pavone del Mella est une commune italienne de la province de Brescia, dans la région Lombardie.

## Administration
| Période                                  | Période | Identité              | Étiquette                         | Qualité |
| ---------------------------------------- | ------- | --------------------- | --------------------------------- | ------- |
| 2014                                     |         | Mariateresa Vivaldini | Frères d'Italie (parti politique) |         |
| Les données manquantes sont à compléter. |         |                       |                                   |         |

### Communes limitrophes
Cigole, Gottolengo, Leno, Milzano, Pralboino